# Léon Mébiame
Léon Mébiame (* 1. September 1934 in Libreville; † 18. Dezember 2015 ebenda) war ein gabunischer Politiker und von 1975 bis 1990 Premierminister der Republik Gabun.

## Leben

### Frühe Jahre
Léon Mébiame wurde in Libreville geboren, der Hauptstadt des seinerzeit französischen Gabun. Er wurde Polizist und arbeitete von 1957 bis 1959 im ebenfalls französischen Tschad. Nach seiner Rückkehr und der Unabhängigkeit Gabuns am 17. August 1960 machte er Karriere im Sicherheitsapparat. Er besuchte die École nationale supérieure de police in Frankreich und gehörte seit 1962 zur Sicherheitspolizei Sûreté nationale von Gabun. Im Oktober 1963 übernahm er die Leitung der Sûreté.

### Politische Laufbahn
Seit Anfang 1967 gehörte er in verschiedenen Funktionen der Regierung an, zunächst unter dem Präsidenten Léon M’ba. Unter dem seit November 1967 regierenden Präsidenten Omar Bongo, zu dieser Zeit noch Albert-Bernard Bongo, war er Vizepräsident der Regierung und seit Januar 1968 Justizminister. Von Februar 1969 bis 1974 war er zusätzlich Bürgermeister von Libreville. Wie der Präsident gehörte er zur damaligen Einheitspartei Parti Démocratique Gabonais (PDG).
Am 16. April 1975 wurde er Premierminister, als das Amt wieder eingeführt wurde. 1990 wurde er im Zuge des Übergangs zu einem Mehrparteiensystem abberufen und am 27. April 1990 eine neue Regierung gebildet. In den Monaten zuvor war die Regierung mit zunehmenden Streiks und Protesten konfrontiert. Nach seinem Ausscheiden aus dem Amt unterstützte er in den 1990er Jahren die Opposition, 1998 unterstützte er die erfolglose Präsidentschaftskandidatur von Pierre Mamboundou. 2004 sprach er sich öffentlich wieder für Bongo aus.